# John-F.-Kennedy-Haus (Darmstadt)
Das John-F.-Kennedy-Haus steht am Kennedyplatz in Darmstadt-Mitte von Darmstadt. Das  nach John F. Kennedy benannte Gebäude war anfangs ein Amerika-Haus und dient heute als Literaturhaus und Kunst Archiv Darmstadt. 

## Geschichte
Das John-F.-Kennedy-Haus wurde im Jahre 1951 als „US-Residence-Office“ (Amerika-Haus) nach den Plänen des Architekten Peter Grund in stadträumlich dominanter Stellung erbaut. Das Gebäude diente zunächst als amerikanisches Kreisamt. 
Ab 1953 diente es als Amerika-Haus und war damit das erste Deutsch-Amerikanische Institut Deutschlands. 1963 wurde das Gebäude in „John-F.-Kennedy-Haus“ umbenannt. 1966 erfolgte ein Umbau des Bauwerks.
Seit 1998 wird das Gebäude als Literaturhaus genutzt. Daneben beherbergt das Kennedy-Haus das Kunst Archiv Darmstadt. 

## Architektur
Im Norden grenzt das John-F.-Kennedy-Haus an das Gebäude der ehemaligen Reichsbank.
Die Architektur des fünfgeschossigen Verwaltungsgebäudes besteht aus tradierten, restaurativen Stilelementen der 1930er- und 1940er-Jahre und einigen modernen Stilelementen der Nachkriegsmoderne. Die Stockwerkshöhen und die Fenstermaße wurden der historischen Nachbarbebauung angeglichen.
Der traditionelle Stil zeigt sich in der Verwendung von Werkstein an der Fassade und speziell an der verzierten Rahmung der Eingangstür sowie an der Betonung der Ecken durch leicht vorstehende Fassadenplatten. Die sieben Werksteinporträts zwischen den Fenstern des obersten Geschosses an der Südfassade erinnern an die Bauplastik früherer Stilepochen. Die Porträts wurden wahrscheinlich von sieben Bildhauern unter Anleitung von Fritz Schwarzbeck geschaffen. Modern wirkt die Lochfassade mit der asymmetrisch angeordneten Sonnenuhr und das Flachdach.